# Ljudmila Michajlovna Pavličenko
Ljudmila Michajlovna Pavličenko (in russo Людмила Михайловна Павличенко?; Bila Cerkva, 12 luglio 1916 – Mosca, 10 ottobre 1974) è stata una militare sovietica.

## Biografia
Nacque a Belaja Cerkov', il padre era un fabbro di Pietrogrado. La Pavličenko fu una studentessa brillante nei suoi primi anni. Quattordicenne, andò a vivere a Kiev, capitale della Repubblica Sovietica d'Ucraina, coi genitori. In quella città si iscrisse a un'associazione di tiro a segno, e sviluppò notevoli capacità di tiro. In quel periodo lavorava come operaia addetta allo sminuzzamento dei minerali alle Industrie Arsenal di Kiev.
Nel giugno del 1941, in un periodo in cui Pavličenko studiava storia alla Università di Kiev, la Germania nazista mosse guerra all'Unione Sovietica, 
 in seguito alla quale si arruolò quasi immediatamente. All'ufficio arruolamento, richiese di unirsi alla fanteria e di conseguenza fu assegnata alla 25ª Divisione Fucilieri dell'Armata Rossa, e divenne una delle 2000 cecchine sovietiche, di cui solo 500 sopravvissero alla guerra.
Come tiratrice, uccise i primi due soldati nemici presso Beljajevka, usando un fucile Mosin-Nagant, riadattato per il tiro di precisione con un'ottica da 3.5 ingrandimenti.
La soldatessa Pavličenko combatté circa 80 giorni presso Odessa, dove le si attribuirono 187 soldati nemici uccisi e le vennero conferiti svariati avanzamenti di grado. Quando i rumeni presero il controllo della città, la sua unità venne fatta ripiegare per affrontare il nemico a Sebastopoli, in Crimea. Secondo i rapporti del Voensovet (Stato Maggiore) del Fronte Meridionale sovietico nel maggio 1942, la tenente Pavličenko aveva eliminato 257 soldati tedeschi e dell'Asse, e alla fine del conflitto tale numero aumentò fino a 309 soldati nemici, tra cui 36 tiratori scelti.
Nel giugno 1942, fu ferita da un colpo di mortaio. Poiché ormai era un'eroina, le fu negato il permesso di continuare a combattere meno di un mese dopo la guarigione della ferita, e di conseguenza fu trasferita nelle retrovie. Fu inviata in Canada e negli Stati Uniti per una visita di propaganda, e divenne la prima cittadina dell'Unione Sovietica ad essere ricevuta da un presidente degli Stati Uniti d'America. Franklin D. Roosevelt e sua moglie le diedero il benvenuto alla Casa Bianca, e in seguito la Pavličenko fu invitata da Eleanor Roosevelt in un vero e proprio tour di conferenze in tutti gli Stati Uniti per raccontare la propria esperienza. Fece un'apparizione alla International Student Assembly a Washington, dove fu acclamata come un'eroina, e si recò a New York per un ciclo di discorsi, interviste e conferenze. In Canada, le fu regalato un fucile Winchester con ottica di precisione, successivamente esposto al Museo Centrale delle Forze Armate, a Mosca.

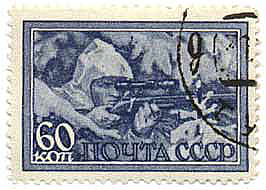
Lyudmila Pavlichenko su un francobollo del 1943

Dopo la promozione al grado di Maggiore, la Pavličenko non tornò in combattimento ma divenne istruttore e addestrò centinaia di tiratori sovietici fino alla fine della guerra. Nel 1943 fu insignita della Stella d'Oro di Eroe dell'Unione Sovietica. Dopo la guerra riuscì a laurearsi all'Università di Kiev e iniziò una carriera come storica. Dal 1945 al 1953, fu assistente ricercatore del Quartier Generale della Marina Sovietica, per il quale partecipò a una lunga serie di conferenze e congressi. In seguito fu membro attivo del Comitato Sovietico Veterani di Guerra.
Ljudmila Pavličenko morì in seguito ad un ictus il 10 ottobre 1974. Aveva 58 anni. È stata sepolta al cimitero di Novodevičij di Mosca.

## Vita privata
Si sposò a 16 anni ed ebbe un figlio, diventato poi agente del KGB, ma suo marito, che ritroverà come medico militare durante la guerra, la abbandonò presto.
Pur cercando di non dare mai confidenza ai militari uomini, durante la guerra ebbe un flirt con Leonid Kitsenko, morto in guerra ucciso da un colpo di mortaio e stesosi sopra di lei per proteggerla, Pavličenko ha lottato costantemente con la depressione a causa della perdita del compagno Kitsenko, soffrendo anche di disturbi da stress post-traumatico e alcolismo, fattori che si ritiene abbiano contribuito alla sua morte precoce.
Un secondo francobollo commemorativo dell'Unione Sovietica dedicato a Pavličenko fu stampato nel 1976.

## Opere
Ljudmila Michajlovna Pavličenko, La cecchina dell'Armata Rossa, traduzione di Kollektiv Ulyanov, Odoya, Città di Castello 2021.

## Nella cultura di massa
Il musicista, cantautore, scrittore e folklorista statunitense Woody Guthrie ha composto una canzone (“Miss Pavlichenko”) come tributo ai suoi record durante la guerra e per commemorare la sua visita negli Stati Uniti e in Canada .
Alla sua vita è ispirato il film Resistance - La battaglia di Sebastopoli del 2015.
Un diamante nella neve, romanzo di Kate Quinn del 2022, racconta la storia romanzata di Pavlichenko.

## Onorificenze

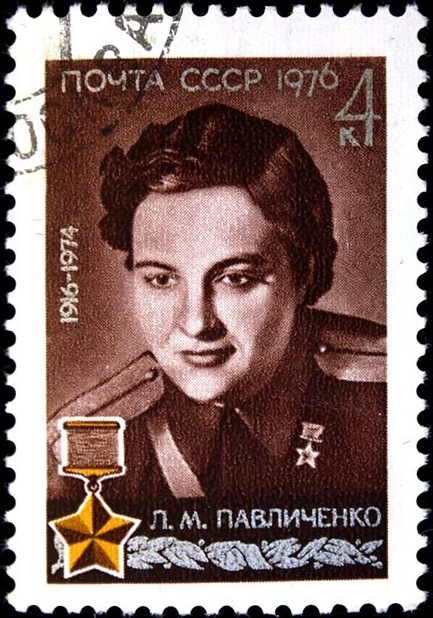
Il secondo francobollo commemorativo dell'Unione Sovietica dedicato a Pavlichenko

## Altri tiratori scelti sovietici
- Nina Alekseevna Lobkovskaja
- Vasilij Grigorevič Zajcev